# Emily Cumming Harris
Emily Cumming Harris, née en 1837 à Plymouth et morte le 5 août 1925 à Nelson, est une peintre néo-zélandaise. Elle est surtout connue pour son travail d’illustrateur botanique de la flore néo-zélandaise.

## Galerie

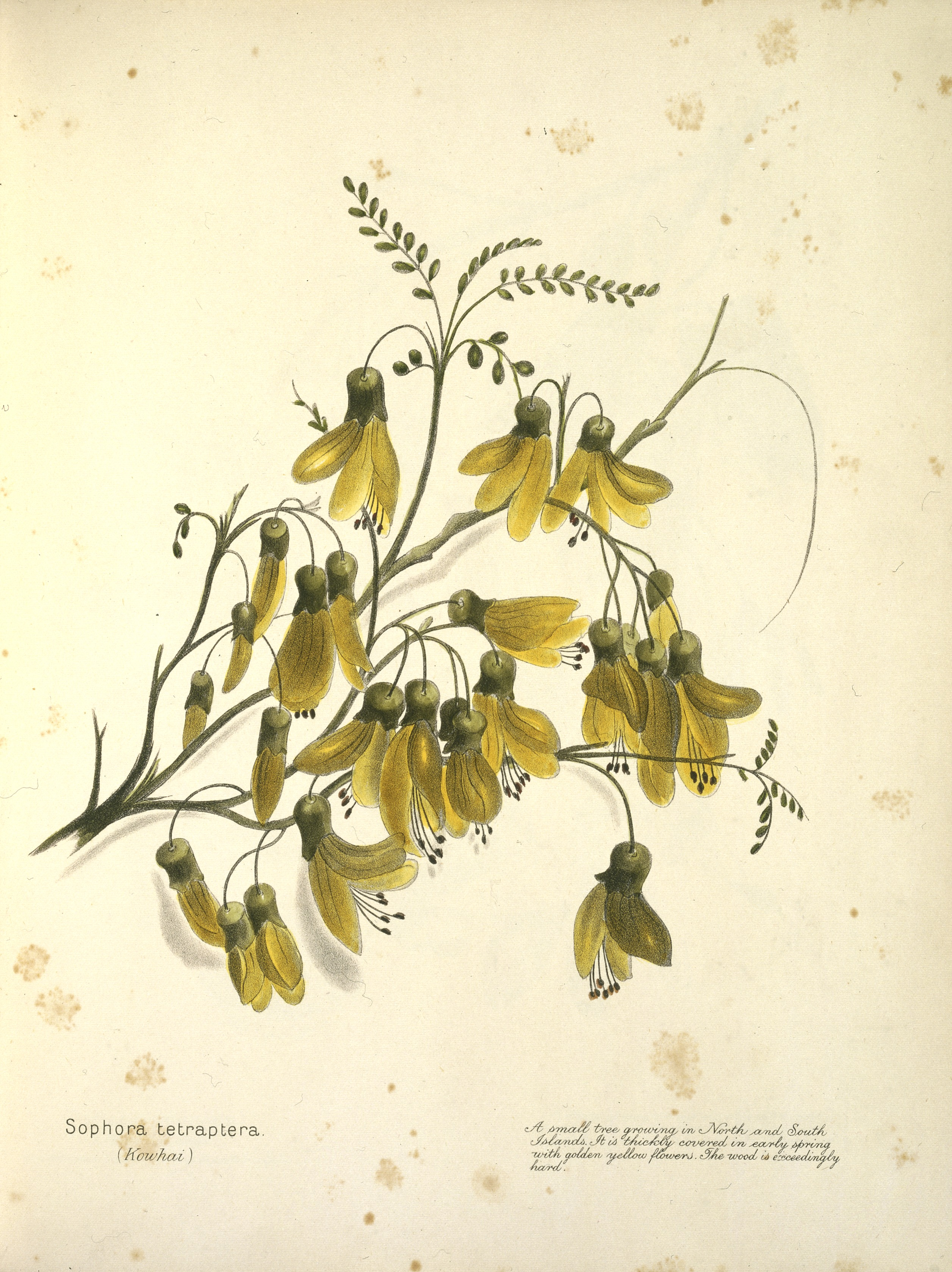
Sophora tetraptera (kowhai). Un petit arbre poussant dans l’Île du Nord et l’Île du Sud. Il est abondamment couvert de fleurs jaunes or au début du printemps. Le bois est extrêmement dur. [1899?]. Ref: PUBL-0024-1-05. Alexander Turnbull Library, Wellington, New Zealand.